# Neápolis (ort i Grekland)
Neápolis (Neapolis) är en ort i Grekland.   Den ligger i prefekturen Nomós Aitolías kai Akarnanías och regionen Västra Grekland, i den centrala delen av landet, 220 km väster om huvudstaden Aten. Neápolis ligger 128 meter över havet och antalet invånare är 1 442.
Terrängen runt Neápolis är kuperad åt nordost, men åt sydväst är den platt.Runt Neápolis är det tätbefolkat, med 356 invånare per kvadratkilometer. Närmaste större samhälle är Agrínio, 6,8 km sydost om Neápolis. == Kommentarer ==
1. ↑  Framräknat ur variansen i alla höjduppgifter (DEM 3") från Viewfinder Panoramas, inom 10 km radie.[2] Mer om algoritmen finns här: Användare:Lsjbot/Algoritmer.